# ماري ماكلارين
ماري ماكلارين (بالإنجليزية: Mary MacLaren)‏ هي ممثلة أمريكية، ولدت في 19 يناير 1896 في الولايات المتحدة، وتوفيت في 9 نوفمبر 1985 بهوليوود في الولايات المتحدة.

## أعمال

### أفلام
- (1934) رجال في الأبيض
- (1934) كليوباترا
- (1935) البؤساء

## وصلات خارجية
- ماري ماكلارين على موقع IMDb (الإنجليزية)
- ماري ماكلارين على موقع أول موفي (الإنجليزية)
- ماري ماكلارين على موقع قاعدة بيانات الفيلم (الإنجليزية)